# Sturmpanzer IV
Штурмпанцер (нім. Sturmpanzer; Sd Kfz 166) — німецька штурмова гармата періоду Другої світової війни на шасі середнього танка Panzer IV, озброєна короткоствольною 150-мм гаубицею. Серійно випускалася з квітня 1943 року, до капітуляції Німеччини випущено 298 машин. 
Також знана як Sturmpanzer IV, Sturmpanzer 43 або Brummbär (тр. «Бруммбер», пер. «ведмідь, що гарчить»). Остання назва не була офіційним найменуванням, а прижилась у деяких підрозділах. Солдати також називали машину просто «Штупа» (нім. Stupa) — скорочення від офіційного Sturmpanzer. У радянських документах того часу ця САУ позначалася як «Ведмідь»[джерело?].

## Виробництво
До кінця війни було вироблено 298 примірників.
- Виробництво за роками:
  - 1943 — 66 машини
  - 1944 — 215 машин
  - 1945 — 17 машин

## Галерея

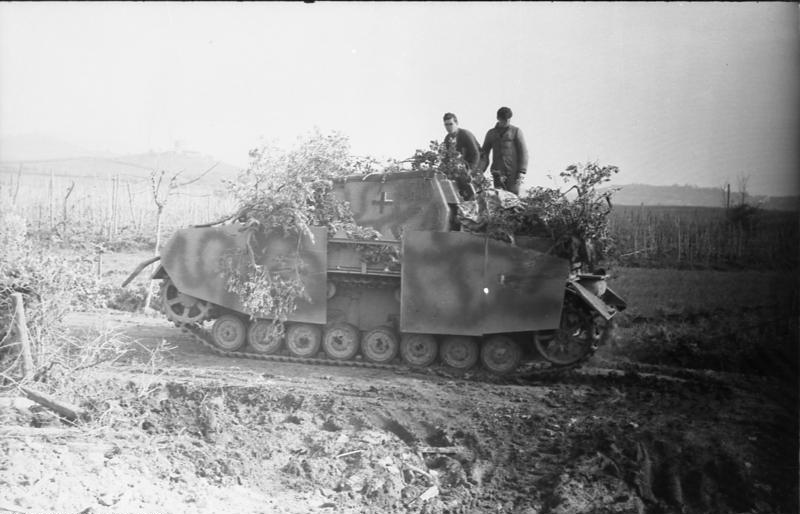
Sturmpanzer IV в Анціо та Неттуно, Італія березень 1944
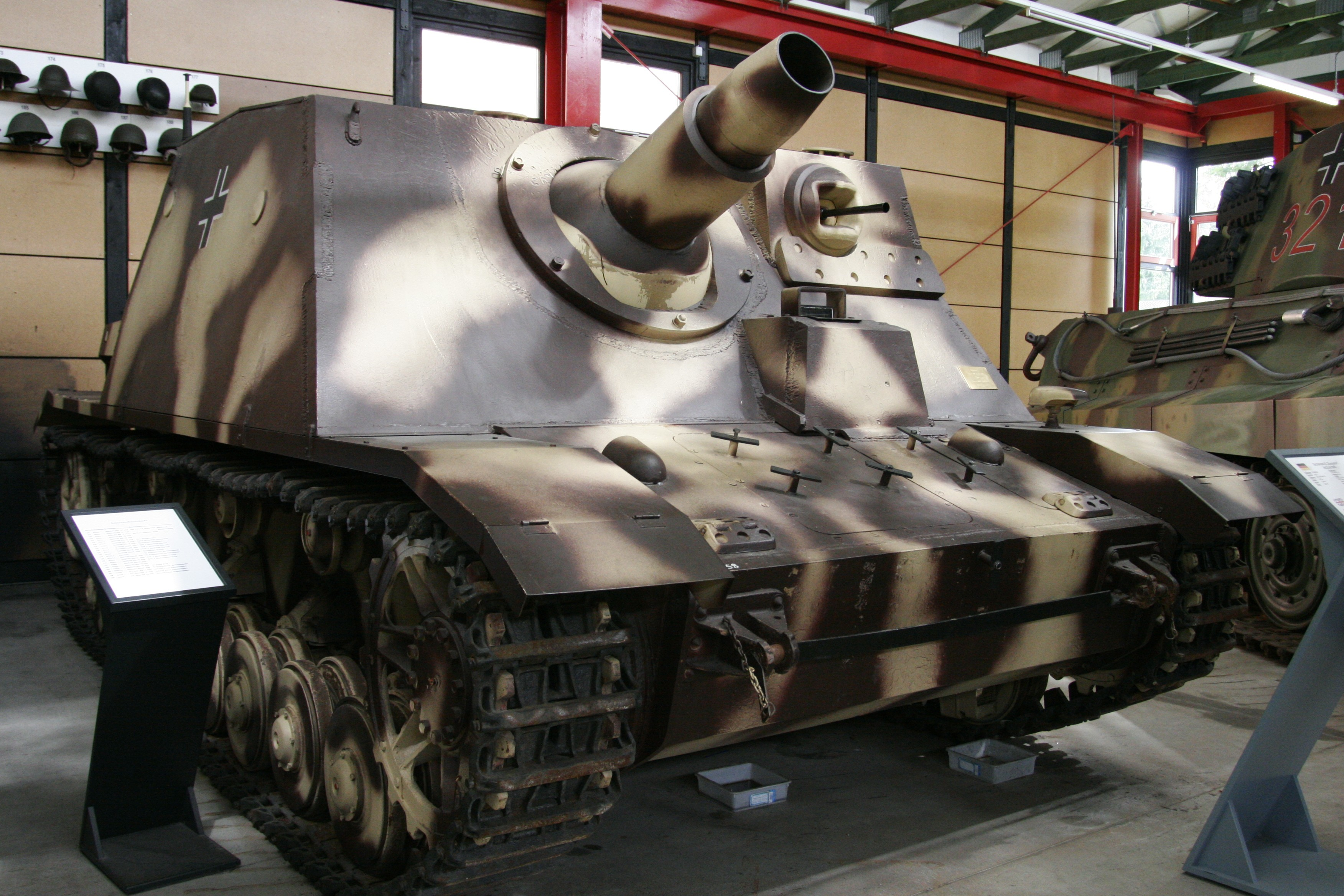
Sturmpanzer IV на виставці в Deutsches Panzermuseum Мунстер, Німеччина
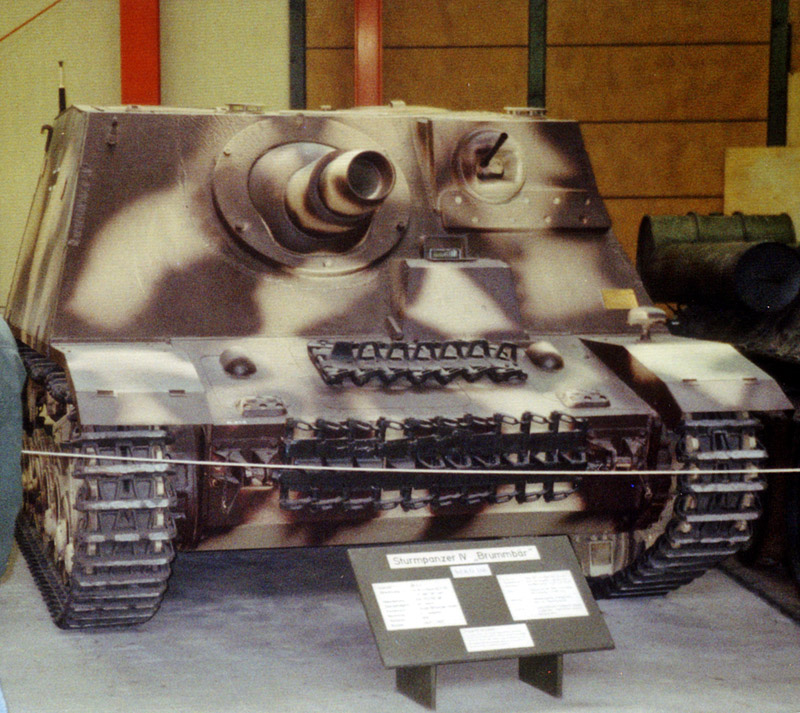
Мунстер, Німеччина